# إسبليندور جيومتريكو
إسبليندور جيومتريكو هي فرقة إسبانية للموسيقى الصناعية.

## الألبومات
- نكرزة في الحزب قرص (1981)

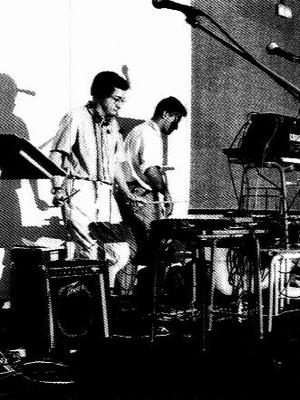
مباشر في طلوشة 1987 م.

- اه-1 (1981 ، وأعيد إصدارها كقرص مضغوط في عام 2000)
- الصلب الحزب (1982 ، وأعيد إصدارها في عام 2000 على قرص مضغوط)
- مأمور النور قرص (1985)
- 1980-1981 شريط (1986)
- في روما شريط (1986)
- مباشر : مدريد وطلوشة شريط (1987)
- سينما الكون (1987 ، وأعيد إصدارها في عام 1996 على قرص مضغوط)
- ميكانيكي تربيني (1988 ، وأعيد إصدارها في عام 1994 على قرص مضغوط)
- مدريد مايو 89 شريط (1989)
- مباشر في أوترخت (1990 ، وأعيد إصدارها على قرص مضغوط لعام 1999)
- عشر سنوات من ازدهار شريطين (1990)
- شيخ الجماعة قرص مضغوط (1991)
- 1980-1982 شريطين (1993)
- معدن قدير قرص مضغوط (1993)
- الازدهار الحقيقة قرص مضغوط (1994)
- 1983-1987 قرص مضغوط (1994)
- ناظور قرص مضغوط (1995)
- لانهاية لطوكيو قرص مضغوط (1996)
- ثلاثين كيلومترا من إذاعة قرص مضغوط (1996)
- إيقاعات البليار قرص مضغوط (1996)
- 80 مسارات قرص مضغوط (1996)
- طريقة قرصين مضغوطين (1997)
- متعدد اللغات والأصوات قرص مضغوط (1997)
- سنكروتروني قرص (1998)
- بكود ازدهار (خلائط ثانية) قرص مضغوط (1998)
- مركب الحديد قرص مضغوط (2002)
- موسكو مجمدة (خلائط ثانية) قرص مضغوط (2004)
- مختارات 1981-2003 قرصين مضغوطين (2005)
- 8 مسارات ومباشر قرص مضغوط وقرص رقمي (2007)
- زخم قرص مضغوط (2009)
- تطورات هندسية قرص مضغوط (2011)

## وصلات خارجية
- إسبليندور جيومتريكو على موقع ميوزك برينز (الإنجليزية)
- إسبليندور جيومتريكو على موقع أول ميوزيك (الإنجليزية)
- إسبليندور جيومتريكو على موقع ديسكوغز (الإنجليزية)

- الموقع الرسمي
- الموزعة الرسمية
- جميع الموسيقى الدليل